# Петрецовское сельское поселение
Петрецо́вское се́льское поселе́ние — муниципальное образование в Вохомском районе Костромской области.
Административный центр — село Никола.

## История
Петрецовское сельское поселение образовано 30 декабря 2004 года в соответствии с Законом Костромской области № 237-ЗКО, установлены статус и границы муниципального образования.
22 июня 2010 года в соответствии с Законом Костромской области № 626-4-ЗКО с Петрецовским сельским поселением объединены упразднённые Заветлужское и Малораменское сельские поселения.

## Население
| 2008 | 2010 | 2012 | 2013 | 2014 | 2015 | 2016 |
| ---- | ---- | ---- | ---- | ---- | ---- | ---- |
| 1216 | ↘948 | ↘917 | ↘856 | ↘784 | ↘713 | ↘686 |
| 2017 | 2018 | 2019 | 2020 | 2021 |      |      |
| ↘638 | ↘598 | ↘558 | ↘541 | ↘467 |      |      |

## Состав сельского поселения
| №  | Населённый пункт | Тип населённого пункта       | Население |
| -- | ---------------- | ---------------------------- | --------- |
| 1  | Бельники         | деревня                      | ↗1        |
| 2  | Быстряна         | деревня                      | ↘5        |
| 3  | Заветлужье       | село                         | ↗157      |
| 4  | Загатино         | деревня                      | ↗16       |
| 5  | Зубакино         | деревня                      | ↘8        |
| 6  | Кажирово         | село                         | ↘54       |
| 7  | Кекур            | деревня                      | ↗106      |
| 8  | Ключи            | деревня                      | ↗8        |
| 9  | Левинцы          | деревня                      | ↘8        |
| 10 | Малое Раменье    | посёлок                      | ↗343      |
| 11 | Марково          | деревня                      | ↘29       |
| 12 | Митрошино        | деревня                      | ↗35       |
| 13 | Муравьиха        | деревня                      | ↗1        |
| 14 | Никола           | село, административный центр | ↗196      |
| 15 | Петрецово        | деревня                      | ↗32       |
| 16 | Плешково         | деревня                      | ↘5        |
| 17 | Плоская          | деревня                      | ↗38       |
| 18 | Сенькино         | деревня                      | ↘24       |
| 19 | Стрелочка        | деревня                      | ↗16       |
| 20 | Юдино            | деревня                      | ↗8        |

### Упразднённые населённые пункты
Постановлением Костромской областной думы от 28 января 2015 года № 2473 упразднены деревни Бычье и Середняя.